# Anpassungsfortbildung
Die Anpassungsfortbildung ist Teil der beruflichen Fortbildung. Sie dient der Angleichung von Kenntnissen und Fertigkeiten an veränderte Anforderungen am Arbeitsplatz, ohne dass eine tarifwirksame Höherqualifizierung erfolgt. Mit Hilfe der Anpassungsfortbildung soll die fachliche Qualifikation der Mitarbeiter in ihrem Beruf oder Einsatzgebiet verbessert werden. Die Anpassungsfortbildung zielt also auf die Erhaltung, Erweiterung und Anpassung der bereits vorhandenen beruflichen Fähigkeiten und Kenntnisse ab und dient dem Erhalt der horizontalen Mobilität.